# Jardines de las Lomas
Jardines de las Lomas är en ort i Mexiko.   Den ligger i kommunen Álamo Temapache och delstaten Veracruz, i den sydöstra delen av landet, 230 km nordost om huvudstaden Mexico City. Jardines de las Lomas ligger 42 meter över havet och antalet invånare är 116.
Terrängen runt Jardines de las Lomas är platt. Runt Jardines de las Lomas är det ganska tätbefolkat, med 65 invånare per kvadratkilometer. Närmaste större samhälle är Temapache, 14,5 km norr om Jardines de las Lomas. Trakten runt Jardines de las Lomas består till största delen av jordbruksmark.